# Ilustrados

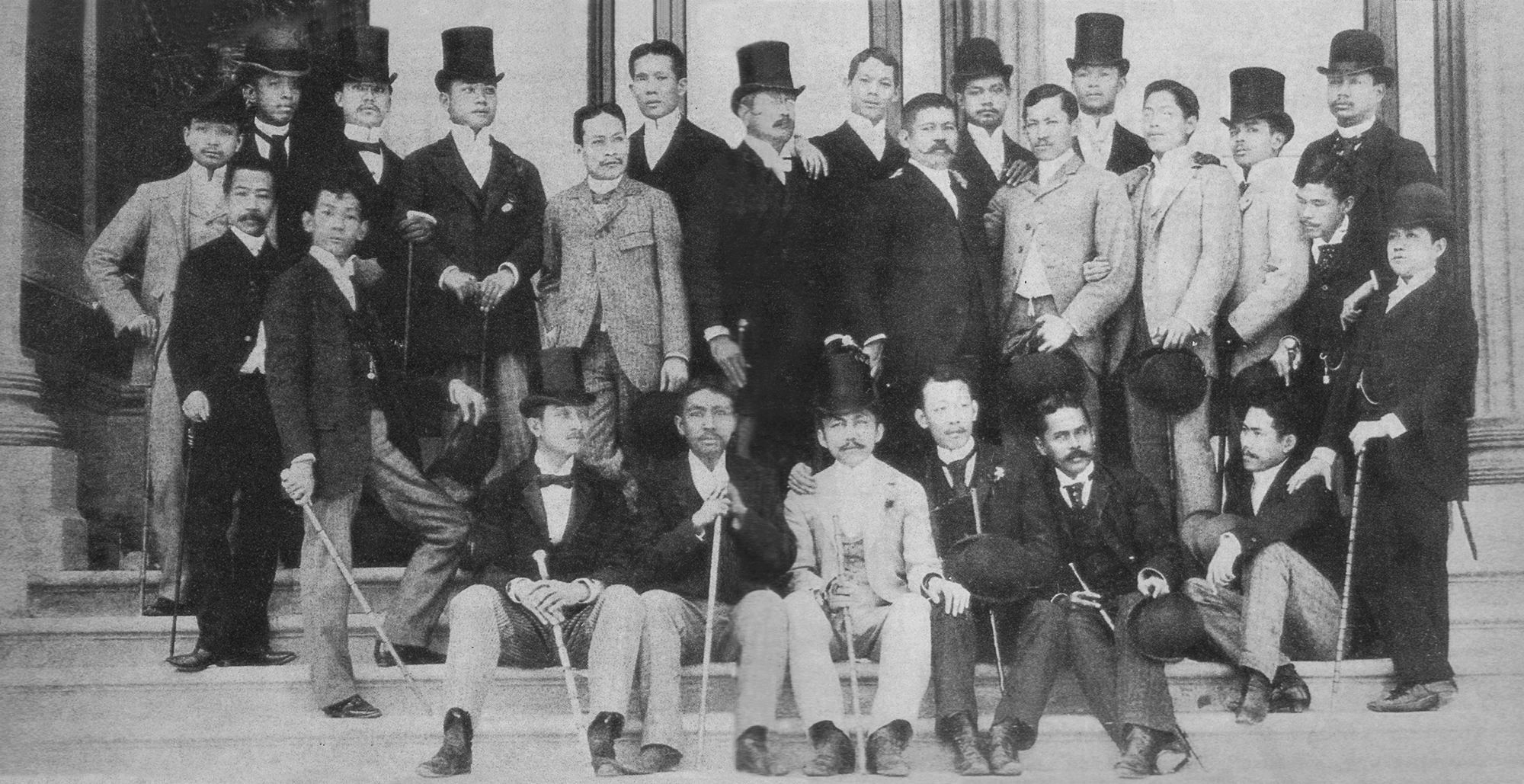
Illustrados in Madrid rond 1890

Met de term Ilustrados werd een deel van de Filipijnse elite tijdens de laatste decennia van de Spaanse koloniale periode aangeduid. De groep bestond uit Filipijnse mannen van welgestelde komaf die hun onderwijs hadden genoten in Europa. Veel van de leiders van de Filipijnse revolutie die een eind maakte aan de Spaanse koloniale overheersing waren ilustrados. Het meest bekende lid van deze groep was José Rizal. Andere prominente ilustrados waren Graciano López Jaena, Marcelo H. del Pilar, Mariano Ponce en Antonio Luna.